# كريستي ويلسون كيرنز
كريستي ويلسون كيرنز هي سيناريست إسكتلندية ولدت في 26 مايو 1987.